# Alexis Abaza
Pour les articles homonymes, voir Abaza.
 (octobre 2015).
Si vous disposez d'ouvrages ou d'articles de référence ou si vous connaissez des sites web de qualité traitant du thème abordé ici, merci de compléter l'article en donnant les références utiles à sa vérifiabilité et en les liant à la section « Notes et références ».
Alexis Mikhaïlovitch Abaza (en russe : Алексей Михайлович Абаза), né en 1853 et mort en 1917, est un amiral et homme politique russe.

## Biographie
Issu d'une vieille famille de Boyards de Moldavie, fils de Mikhaïl Agueïevitch Abaza (1825-1829) tué au combat et d'Alexandra Zolotareva, neveu du ministre des Finances Alexandre Agueïevitch Abaza (1821-1895).

### Carrière militaire
Alexis Mikhaïlovitch Abaza étudia au Corps naval des cadets. Le 1er mai 1873, il incorpora la Flotte de la mer Baltique et fit un voyage d'études dans le golfe de Finlande à bord de la frégate Sébastopol. De 1873 à 1874, il effectua une expédition navale en Méditerranée à bord de la frégate Prince Pojarski. De 1874 à 1879, il servit à bord de la corvette Bayan. Le 5 décembre 1875, Alexis Mikhaïlovitch Abaza fut nommé garde-marine (grade en vigueur dans la Marine impériale de Russie de 1716 à 1917). Le 11 septembre 1876, il fut promu au grade d'adjudant et servit en qualité d'officier sous les ordres du vitse-admiral Avraam Aslanbegov dans la Flotte du Pacifique ; il navigua à bord de navires à voiles : le croiseur Asie, le croiseur Minine, le clipper Naezdnik et la frégate Prince Pojarski. Le 1er janvier 1887, il fut élevé au grade de lieutenant. En 1882, il se vit remettre l'Ordre de Saint-Stanislas (troisième degré) et navigua à bord du croiseur Afrique. En 1883, au cours d'une expédition navale à bord du clipper Sable il passa le détroit de Tatarie (situé entre le continent Eurasie et l'île Sakhaline). En 1825, Alexeï Mikhaïlovitch Abaza servit sur la frégate Dmitry Donskoï et le croiseur Strelna. En 1887, il fut affecté dans la Flotte de la mer Baltique et servit à bord du Strelna, du croiseur Asie de la frégate Amiral général. En 1888, il servit de nouveau sur le croiseur Stelna. Sous les ordres de l'amiral-général, le grand-duc Alexis Alexandrovitch de Russie, il servit dans la flotte de la mer Noire à bord de l’Eriklik et du Catherine II. En 1890, il fut élevé au grade de capitaine (deuxième rang - lieutenant dans l'infanterie ou l'aviation). Entre 1892 et 1894 Alexis Mikhaïlovitch Abaza servit à bord de la corvette Vityaz et commanda le croiseur Asie. Le 2 avril 1895 promu capitaine (premier rang - colonel dans l'infanterie ou l'aviation), il fut envoyé en France afin de superviser la construction du nouveau croiseur Sveltana, commandant de ce navire en 1899. Le 1er avril 1899, Alexeï Mikhaïlovitch Abaza fut promu kontr-admiral.

### Carrière politique
Le 6 mai 1902, Nicolas II de Russie nomma Alexis Mikhaïlovitch Abaza adjoint au ministère de la Marine marchande et des Ports. Lors de la création du Comité spécial sur les affaires de l'Extrême-Orient (1903), le tsar nomma le vice-amiral directeur de cette Commission. À ce poste, il put présenter personnellement ses rapports au tsar, de plus, il disposa d'une grande influence sur les négociations diplomatiques entre le Japon et la Russie impériale et sur le ministère des Affaires étrangères russe. Il pratiqua une politique agressive à l'encontre du Japon et mésestima la force de l'Empire japonais. De ce fait, il négocia en position de force et contribua à la déclaration de la Guerre russo-japonaise (1904-1905), ce conflit se révéla désastreux pour la Flotte impériale de Russie (voir bataille de Tsushima).
En 1904, afin de poursuivre le conflit contre le Japon, Alexis Mikhaïlovitch Abaza fut envoyé incognito en Europe de l'Ouest pour l'achat par l'intermédiaire d'un tiers de sept croiseurs en Amérique du Sud : en Argentine, le Garibaldi, le Général San Martin, le Puyredon, le Général Belgano, et le O'Higgins, l'Esmeralda, le Chakabuko au Chili. Cette mission se solda par un échec.
Le 13 juin 1905, Alexis Mikhaïlovitch Abaza fut démis de ses fonctions de chef du Comité spécial des affaires de l'Extrême-Orient. Ne possédant plus aucune influence sur les affaires publiques, il se retira de la vie politique et militaire.

## Distinctions
- 1882 : Ordre de Saint-Stanislas (troisième degré)

## Sources
- (ru) Cet article est partiellement ou en totalité issu de l’article de Wikipédia en russe intitulé « Абаза, Алексей Михайлович » (voir la liste des auteurs).